# 楊安妃 (明穆宗)
榮悼安妃，亦稱作楊安妃（16世紀？—1576年），楊氏，名失考，正五品錦衣衛帶俸正千戶楊廷輔之女，明朝明穆宗隆慶帝朱載坖之妃。

## 生平
楊氏的出生及入宮時間均無考。隆慶五年（1571年）三月初九日，冊封王氏為榮妃，楊氏為安妃，趙氏為和妃，韓氏為容妃，英國公張溶、駙馬許從誠、慶都伯杜繼宗、德平伯李銘持節，大學士高拱、張居正、殷士儋、尚書潘晟捧冊行禮。同年三月十三日，授榮妃之父王澤、安妃之父楊廷輔、和妃之父趙昇、容妃之父韓洋為錦衣衞帶俸正千戶。萬曆四年（1576年）十月初三日，安妃楊氏薨逝，明神宗輟朝一日。其後，賜謚曰榮悼安妃，葬於金山。萬曆八年（1580年）正月三十日，榮妃王氏薨逝，明神宗輟朝一日，命治喪禮儀依照榮悼安妃楊氏之例辦理。

## 安妃冊文
《明穆宗莊皇帝實錄》隆慶五年三月庚午所收錄的安妃冊文，節錄如下：
```
「彤闈宣化，風實始于二南；寶冊敷榮，禮特隆于六寢。睠是壼彛之備，式孚邦媛之求。匪晉嘉名，曷彰茂渥？爾楊氏，惠溫成性，敬慎禔躬。充侍後庭，夙著幽閑之度；鑒觀前史，益修正淑之儀。用錫龍章，以光翟茀。茲特遣使持節，封爾為安妃，錫之冊命。於戲！象應四星，丕荷重霄之寵；班同九棘，行開百葉之繁。尚遵鳴珮之良規，益贊宵衣之盛治。」
```

## 備註
1. ↑  《宛署雜記》曾稱楊氏為「榮愼安妃」[1]，實為誤記楊安妃的諡號「榮悼」為「榮愼」。
2. ↑  榮悼安妃楊氏在其他史料中曾被誤寫為許氏、錢氏，例如《明諡紀彚編》欽定四庫全書本謂「榮悼，穆廟安妃許氏，萬𢟍」[2]，此姓氏的來源不詳，《明諡紀彚編》萬曆四十二年刻本記為「榮悼，穆廟安妃［空］氏，萬曆」[3]。而《明書》則曰「穆宗莊皇帝……安妃錢氏，諡榮悼」[4]，所載姓氏亦一樣有誤。